# Wjaczko
Wjaczko (Вячко, łot. Vetseke) – ruski książę walczący przeciwko ekspansji zakonu kawalerów mieczowych i kolonistów niemieckich w XIII wieku na terenie Łotwy. Syn księcia Drucka z dynastii Rurykowiczów. Zginął podczas obrony Juriewa.

## Rys historyczny
Na początku XIII wieku, kiedy Niemcy, prowadzeni przez Alberta von Buxhövden oraz konkurujący z nimi o wpływy kawalerowie mieczowi zajęli wybrzeża Zatoki Ryskiej, Wjaczko rządził Kukeinos wraz z przyległymi doń terenami. Gród znajdował się na prawym brzegu rzeki Dźwiny, około 100 km na południowy wschód od Rygi. Senior księstwa ruskiego, od którego był zależny, najprawdopodobniej Połocka, nie pomógł w obronie lennika przed naporem Litwinów. Kniaź, mający małą armię, postanowił szukać pomocy gdzie indziej. Według Henryka Łotewskiego w 1207 odwiedził Rygę, gdzie zaproponował biskupowi Albertowi połowę księstwa i miasta, w zamian za obronę przed Litwinami i swoim byłym seniorem Księstwem połocka. Biskup zgodził się na propozycje, jednak z dalszej opowieści nie wynika, żeby natychmiast skorzystał z propozycji Wjaczka.
W międzyczasie między kniaziem a niemieckim rycerzem Danielem Von Lenevardenem powstała sytuacja konfliktowa. Pewnej nocy wojska Niemca napadły na Kukeinos. Atak był przygotowywany w tajemnicy, więc jego wojskom udało się bez walki opanować i splądrować miasto. Mieszkańców wzięto do niewoli. Między pojmanymi był także Wjaczko. Biskup Albert, dowiedziawszy się o tym, rozkazał Danielowi natychmiast uwolnić jeńców, opuścić miasto i zwrócić wszystkie łupy. Wezwał Wjaczka do siebie, gdzie go przyjął należycie, wręczył dary i doprowadził do pogodzenia się z Danielem. Przypomniał także o jego wcześniejszej obietnicy oddania połowy księstwa i miasta. Po rozmowie wysłał go do Kukeinos wraz z ochroną złożoną z rycerzy i arbaletników, w sumie około dwudziestu osób. Wraz z nimi wyruszyło kilku murarzy, którzy mieli zacząć pracę przy wzmacnianiu murów.
Szóstego kwietnia grupa dotarła do celu. Po jakimś czasie, myśląc, że biskup wraz z Krzyżakami opuścił Rygę i jest na morzu, Wjaczko, po naradzie z drużyną, postanowił zamordować wszystkich Niemców obecnych w mieście. Mordu dokonano, kiedy Niemcy zeszli do jam, gdzie wydobywali kamień do budowy zamku. Swoje miecze i inną broń zostawili na górze. Trzem Niemcom udało się jednak uniknąć śmierci. Dotarli oni do Rygi, gdzie opowiedzieli o tym, co się stało z ich towarzyszami.
W międzyczasie Wjaczko posłał do połockiego księcia Włodzimierza niemieckie konie oraz ekwipunek zabitych. Wezwał go do jak szybszego marszu na Rygę. Kniaź Połocka zaczął zbierać swoje wojsko. W tym czasie silne wiatry zatrzymały statki biskupa Alberta w ujściu Dźwiny. Kiedy dotarła do niego wiadomość o tym, co się stało w Kukeinos, zawrócił natychmiast. Niemcy z całej Liwonii ściągnęli do Rygi. Wtedy Wjaczko, zrozumiawszy, że nie jest w stanie przeciwstawić się połączonym siłom Niemców liwońskich oraz Krzyżakom, spalił swoją stolicę i fortecę Keś, po czym wycofał się na Ruś Kijowską.
Z dalszych wydarzeń wynika, że osiadł w Nowogrodzie Wielkim. W 1223 Republika Nowogrodzka oraz kniaź Włodzimiersko-Suzdalski Jerzy II Wsiewołodowicz wysłali Wjaczka do Juriewa, skąd zbierał daninę ze wszystkich przyległych terytoriów. Jednocześnie najeżdżał ziemie zajęte przez Niemców oraz tych Estów którzy przyjęli ich poddaństwo. Jego drużynie pomagali zamieszkali wokół Estowie.
Kawalerowie mieczowi, wasale biskupa Alberta i obywatele Rygi 15 sierpnia 1224 przystąpili do oblężenia Juriewa. Wśród nich znajdowali się również ochrzczeni mieszkańcy Liwonii, głównie Łatgalowie. Użyto dużej liczby machin oblężniczych - między innymi wieżę oblężniczą wysokości murów, oraz zaczęto robić podkop pod wałem obronnym. Równolegle z tym Niemcy prowadzili z Wjaczkiem rozmowy co do warunków jego kapitulacji. Proponowali mu zostawić ziemię Estów w spokoju oraz dobrowolnie wyjść z twierdzy wraz z całą załogą, jej bronią i majątkiem. Wjaczko, czekając na wsparcie militarne ze strony Republiki Nowogrodzkiej, odrzucił propozycje niemieckie. Wieża oblężnicza bardzo niepokoiła obrońców, dlatego postanowili ją zniszczyć. Zrobili wyrwę w murach, przez którą wytoczyli płonące koła, przy pomocy których chcieli podpalić wieżę oblężniczą. Niemcy skupili wszystkie swoje siły na tym, żeby obronić ją przed ogniem. Kiedy zażegnali niebezpieczeństwo, brat biskupa Johan von Oepeldern poprowadził rycerzy do ataku. Jego rycerze przedostali się do miasta przez wyrwę w murach, zrobioną przez samych obrońców. Wjaczko z drużyną przez jakiś czas bronił się wewnątrz murów miasta, po czym został zabity przez szturmujące gród wojska.
O jego żonie i dzieciach nie napisano nic w kronikach z tego okresu. Jednakże tradycyjnie ród Tyzenhauzów wywodził swoje pochodzenie od potomków Wjaczka, mimo że źródła pisemne w których brak o nim mowy sięgają tylko do XVI wieku. Z kolei Taube napisał, że jego jedynym dzieckiem była córka o imieniu Sofia, zmarła po 1269. Była dwukrotnie zamężna, pierwszy raz z Dietrichem Młodszym von Kokenguzen, drugi raz z Bernardem de Geje. O innych potomkach nic nie wiadomo.